# Nicanor (grammairien)
Pour les articles homonymes, voir Nicanor.
Nikanor d’Alexandrie, fils d’Hermeïas, est un important grammairien grec de l'époque de l'empereur Hadrien (première moitié du IIe siècle), qui vivait à Alexandrie. Il était, selon la Souda, originaire de cette ville, mais Étienne de Byzance place sa naissance à Hiérapolis.
L’originalité de son travail réside dans l’intérêt qu’il a porté à la ponctuation, qui lui a valu un surnom ad hoc. Il s'agit en particulier de deux études (De la ponctuation chez Homère et des différences de sens qui en résultent ; De la ponctuation chez Callimaque). De son étude consacrée à Homère, on connaît des passages par les Scholies à Homère, mais rien ne nous est parvenu de l'étude sur Callimaque. Il a exposé ses principes dans un traité intitulé Sur la ponctuation générale. L’œuvre de Nikanor est systématiquement citée dans les scholies à l’Ars grammatica de Denys le Grammairien. À partir de la virgule et du point, Nikanor avait développé un système de ponctuation très subtil, comprenant huit signes différents, destinés non seulement à faciliter la compréhension des textes, mais aussi à donner des indications pour l'intonation.
Outre ses recherches sur la ponctuation, on lui doit différentes études critiques : Essence de la poésie comique, De la forme dite « onax », Des ports ; tous titres qu'on ne connaît que par la Souda ; son essai Alexandrie, comprenant au moins deux livres, est cité par Étienne de Byzance, mais peut-être faut-il l'attribuer à Nikanor de Cyrène.

## Sources primaires
- Athénée, Les Deipnosophistes, livre VII, 296d, 1c.
- Fragmente der griechischen Historiker, livre 3, p. 633–634.

- Notices d'autorité :   - VIAF
  - ISNI
  - IdRef
  - LCCN
  - GND
  - Italie
  - Pays-Bas
  - Israël
  - Suède
  - Vatican
  - Norvège
  - WorldCat